# William Wynn Westcott
William Wynn Westcott (Leamington, 17 dicembre 1848 – Durban, 30 luglio 1925) è stato un medico legale, mago cerimoniale, teosofo e massone inglese.
Era un Supremo Mago rosacroce (capo) della S.R.I.A. (Società Rosacruciana in Inghilterra) ed ha fondato la società segreta Golden Dawn.